# Ursogastra bimaculata
Ursogastra bimaculata är en fjärilsart som beskrevs av Köhler 1968. Ursogastra bimaculata ingår i släktet Ursogastra och familjen nattflyn. Inga underarter finns listade i Catalogue of Life.